# 阿尔策拉尔
阿尔策拉尔（荷蘭語：Aartselaar，荷蘭語發音：[ˈaːrtsəlaːr] ⓘ）是比利时弗拉芒大區安特衛普省安特衛普區的一个市镇，通行荷蘭語，是弗拉芒社群的一部分，面积10.93平方千米，人口14,427人（2020年1月1日）。